# Parodontodynerus ephippium
Parodontodynerus ephippium är en stekelart som först beskrevs av Johann Christoph Friedrich Klug 1817.  Parodontodynerus ephippium ingår i släktet Parodontodynerus och familjen Eumenidae. Inga underarter finns listade i Catalogue of Life.